# TV LIFE
『TV LIFE』（テレビライフ）は、ワン・パブリッシングが発行する日本のテレビ情報誌である。隔週水曜日発売。販売定価は520円（2025年7月現在）。

## 概要
1983年3月16日、学習研究社（現・学研ホールディングス）より週刊誌として創刊。当時は関東地区のみ発売でFMラジオの番組表も掲載していた。1993年7月から隔週刊に変更、同時に関西版を創刊。1998年に各地方版を創刊。2005年から誌面をオールカラー化した。
2009年、学研グループの組織再編に伴い発行元が学研パブリッシングに、2015年には学研パブリッシングが学研マーケティング他と合併したことに伴い学研プラスとなる。2020年7月に学研プラス メディア事業の会社分割によりワン・パブリッシングの発行となる
年末年始号の表紙は、1994年から2009年まで16年連続でSMAP、2010年から2019年まで9年連続で嵐、2020年、2021年は関ジャニ∞が表紙を飾った。
2010年3月17日発売号より誌面を大判化（AB判⇒A4判）した。

## 全国地方版（対応地域）
- 北海道・青森版（北海道、青森県）
- 首都圏版（茨城県、栃木県、群馬県、埼玉県、千葉県、東京都、神奈川県）
- 静岡版（静岡県）
- 愛知・三重・岐阜版（愛知県、三重県、岐阜県）
- 関西版（滋賀県、京都府、大阪府、兵庫県、奈良県、和歌山県）
- 福岡・佐賀・山口版（福岡県、佐賀県、山口県）

青森県を除く東北地方と北陸地方と甲信越地方は首都圏版、山口県を除く中国地方と四国地方は関西版、福岡県・佐賀県を除く九州地方と沖縄県は福岡・佐賀・山口版を流通している。

## 連載陣・コラム執筆者
- YOU
- 鐸木能光（作家）
- きくち伸（フジテレビ音組チーフプロデューサー）
- なーはる
- Hey!Say!JUMP
- Sexy Zone
- 宮下兼史鷹（宮下草薙）
- 高橋文哉
- 青木瞭
- 森本晋太郎（トンツカタン）

### 番組関連連載
- リア突撃WEST
- まだアプデしてないの？
- 仮面ライダーシリーズ
- スーパー戦隊シリーズ
- こんなところでキャンパーズ！

## 過去の連載陣・コラム執筆者
- おすぎ・ピーコ
- 平井理央（元フジテレビアナウンサー）
- 金子貴俊
- 高須光聖（放送作家）
- 井上公造（芸能ジャーナリスト）
- 松嶋尚美
- Ya-Ya-yah →Hey! Say! JUMP
- サタケミキオ
- トータルテンボス
- TEAM NACS（北海道・青森版から全国版に昇格）
- 神尾楓珠
- 劇団Pacth

### 過去の番組関連連載
- あいのり
- はねるのトびら
- Matthew's Best Hit TV → oh♪dolly25 → 悲宝館→業界技術狩人 ギョーテック
- 中井正広のブラックバラエティ
- ミュージックステーション
- 嵐にしやがれ
- ボク、運命の人です。
- なにわからAぇ！風吹かせます！
- 関ジャニ∞のジャニ勉

## 姉妹誌
- TV LIFE Premium
- CINEMA★CINEMA
- テレビお笑いふ!
- お笑いTV LIFE